# Gjon Buzuku
Gjon Buzuku (XVIe siècle) est un homme d'Église catholique albanais, qui a écrit en 1555 le premier livre imprimé en albanais (un missel, le Meshari).